# Perfect: Twoja Era Muzyki
Perfect: Twoja Era Muzyki – płyta koncertowa zespołu Perfect nagrana podczas cyklu pikników muzycznych pod hasłem „Twoja Era Muzyki” współorganizowanych przez Era GSM, operatora cyfrowej telefonii przenośnej oraz rozgłośnię radiową RMF FM. Została wydana w 1999 za pośrednictwem wytwórni Universal Music Group.

## Spis utworów[1]
1. „Autobiografia”
2. „Chcemy być sobą”
3. „Niewiele Ci mogę dać”
4. „Nie płacz Ewka”
5. „Idź precz”
6. „Niepokonani”
7. „Kołysanka dla nieznajomej”
8. „Ten moment”
9. „Nie wolno”
10. „Wyznanie lwa”
11. „Ale wkoło jest wesoło”
12. „Inny kraj”

## Skład
- Grzegorz Markowski – śpiew
- Piotr Szkudelski – perkusja
- Jacek Krzaklewski - gitara
- Dariusz Kozakiewicz - gitara
- Piotr Urbanek – gitara basowa